# 周坚卫
周坚卫（1947年3月—），男，安徽铜陵人，中华人民共和国政治人物。

## 生平
毕业于清华大学动力机械系学习。1986年11月，担任安徽省机械工业厅厅长。1997年2月起，任湖北省人民政府副省长。2008年，当选湖北省第十一届人民代表大会常务委员会副主任。2011年离职。